# Église Saint-Michel de Jarnages
Pour les articles homonymes, voir Église Saint-Michel.
L'église Saint-Michel est une église située à Jarnages, dans le département de la Creuse, en région Nouvelle-Aquitaine, en France. Construite au XIIe siècle, elle fait l'objet d'une protection  au titre des monuments historiques.

## Localisation
L'église est située dans la moitié nord du département français de la Creuse, au cœur du bourg de Jarnages, à 50 mètres de la route départementale 990.

## Historique et architecture
L'église a été construite au XIIe siècle et remaniée au XIVe siècle.
Au XVIIIe siècle, l'église de l'ancienne abbaye des Ternes de Pionnat est détruite et son portail aurait été transféré à l'église Saint-Michel de Jarnages dont il formerait le portail occidental.
L'édifice est classé au titre des monuments historiques le 12 novembre 1930.
Son chevet plat présente une échauguette.

## Photothèque

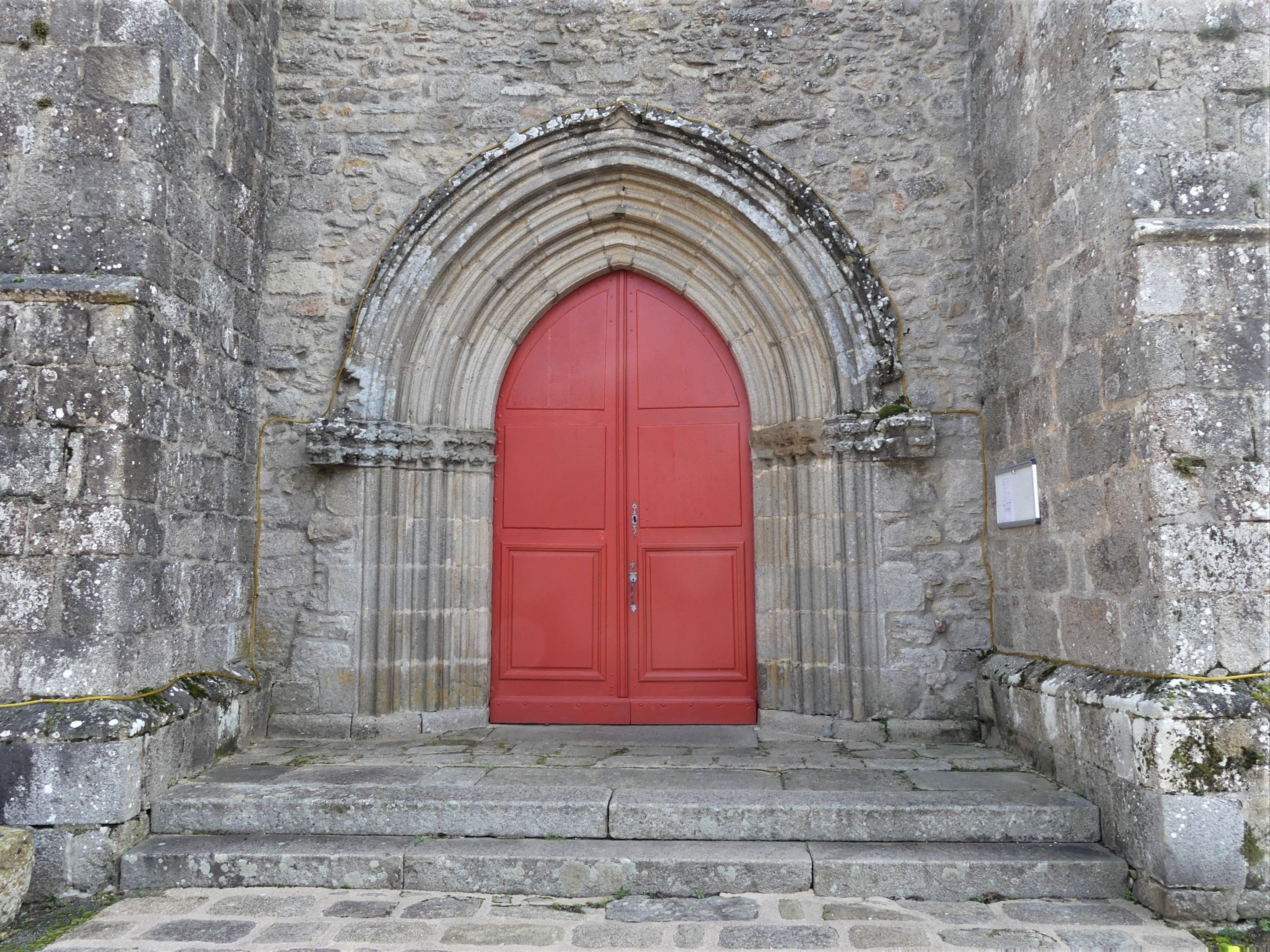
Le portail occidental.
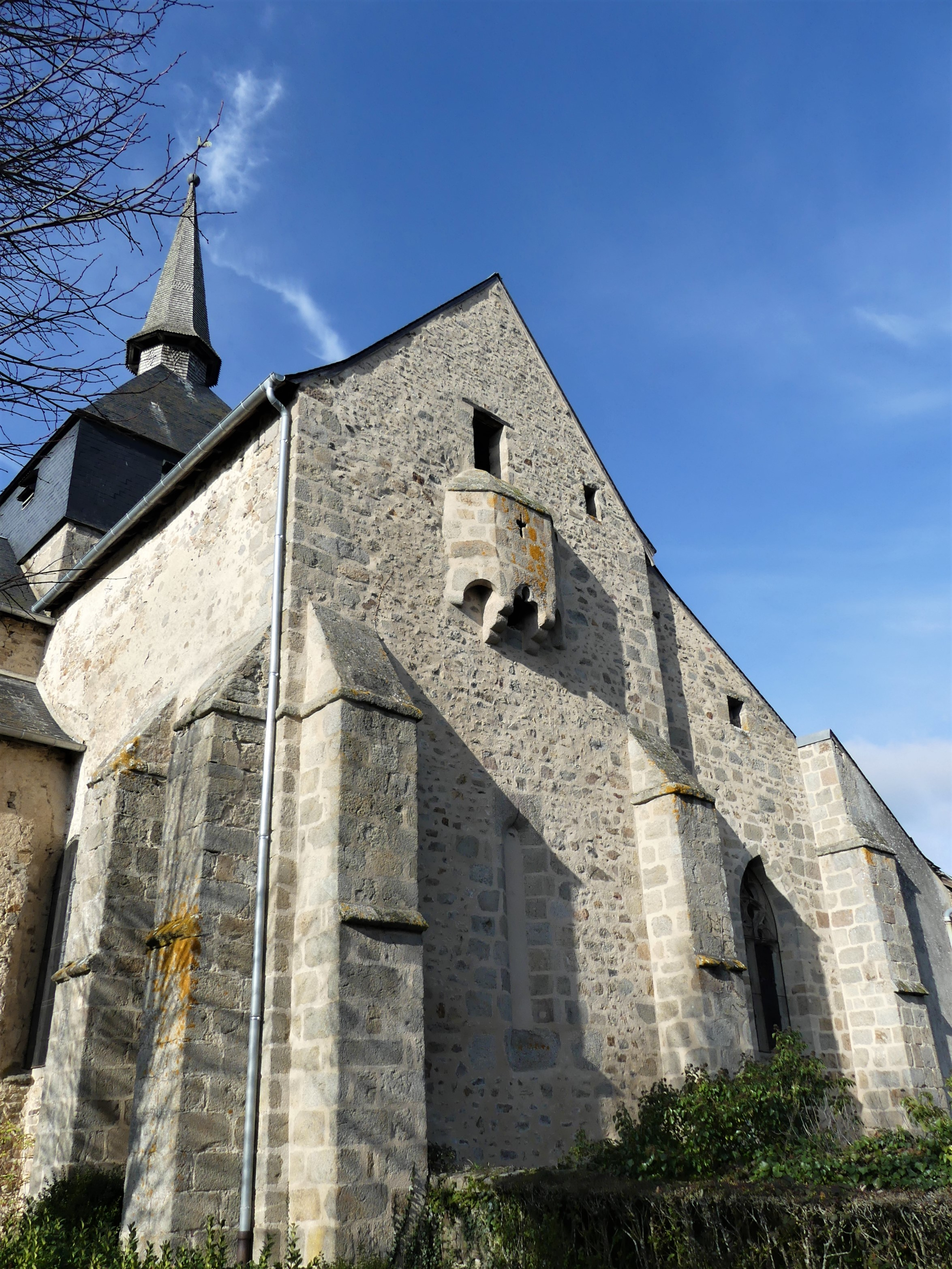
Le chevet plat.
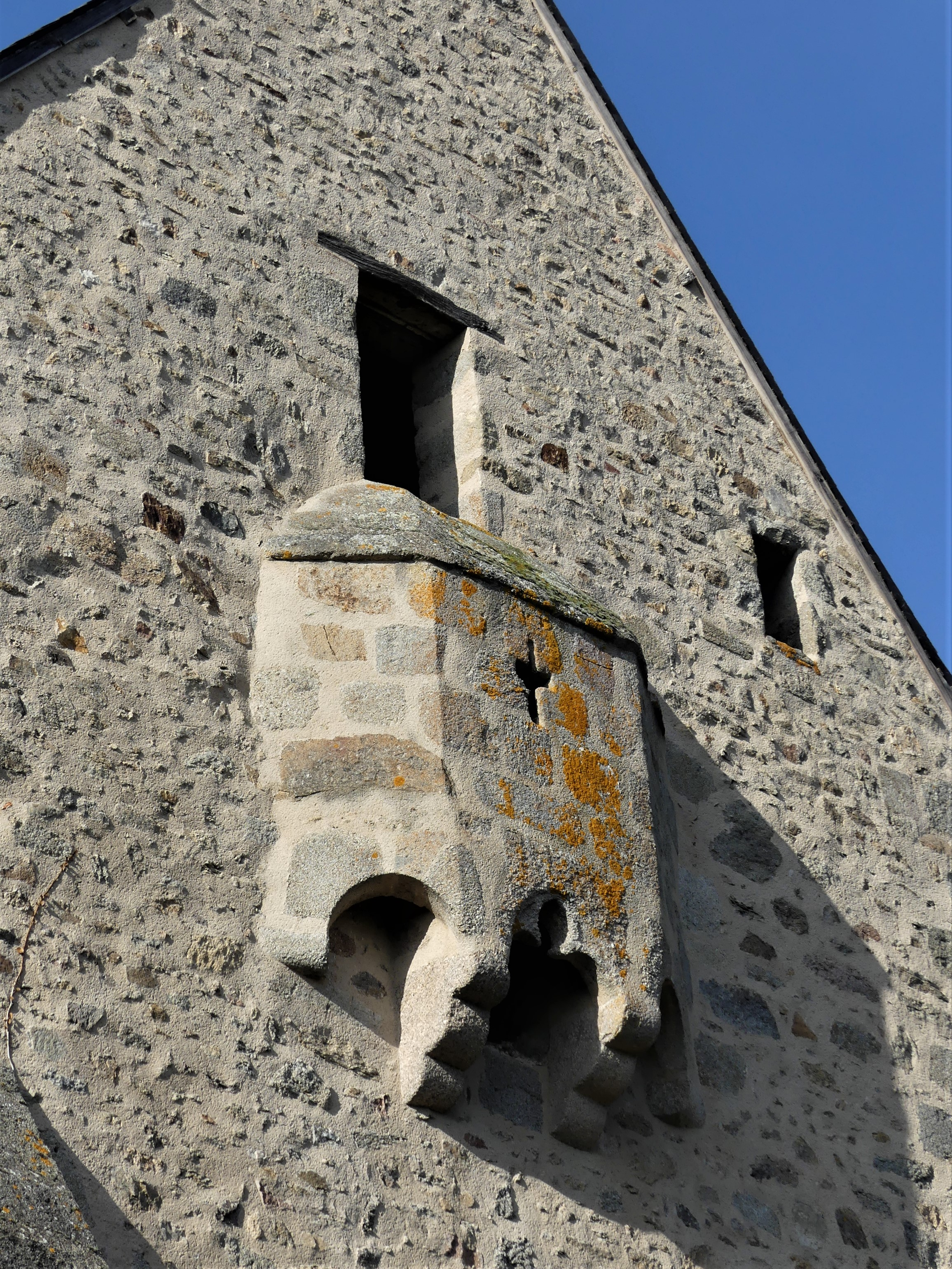
L'échauguette du chevet.
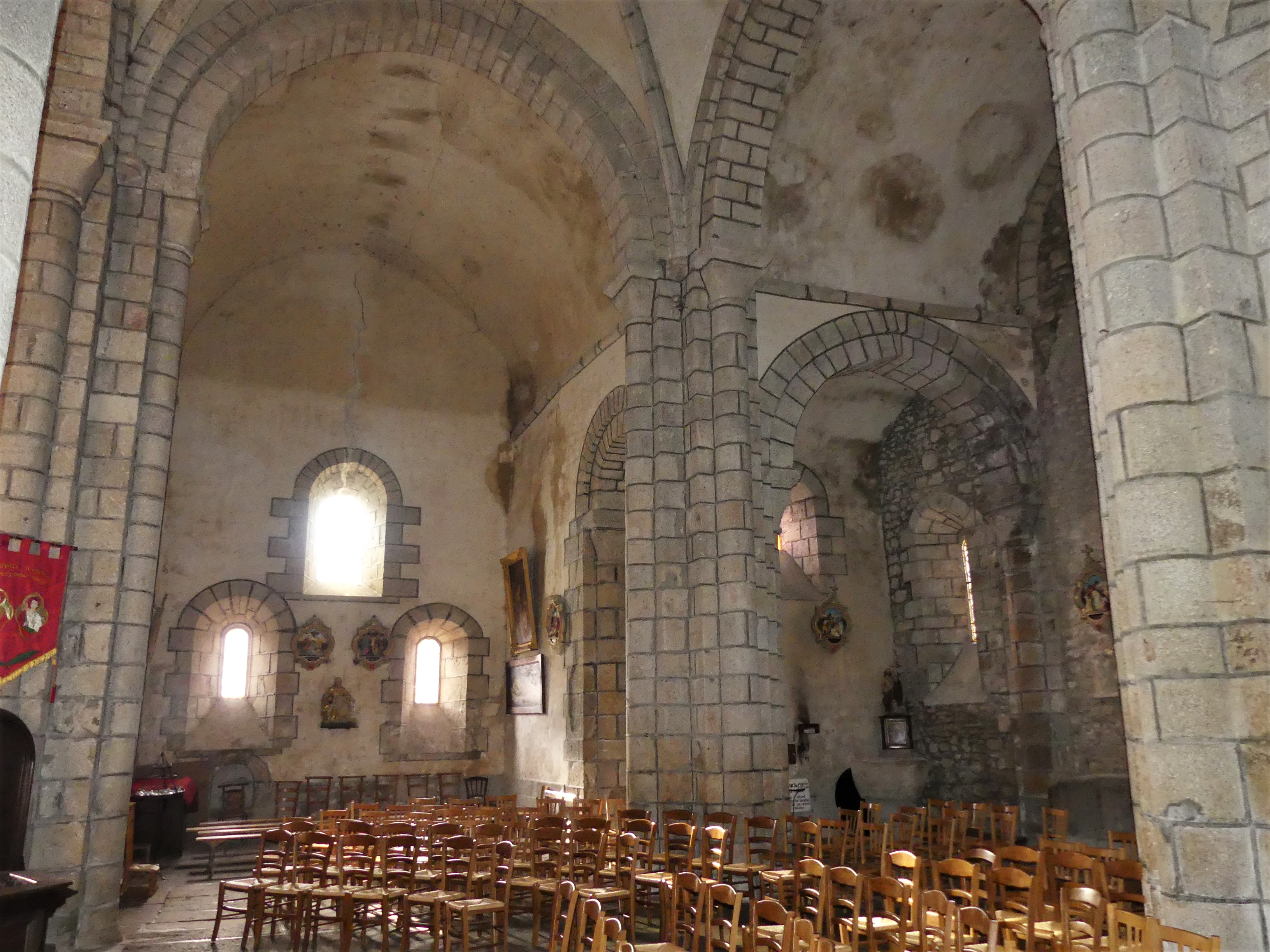
Vue vers le transept sud (à gauche).
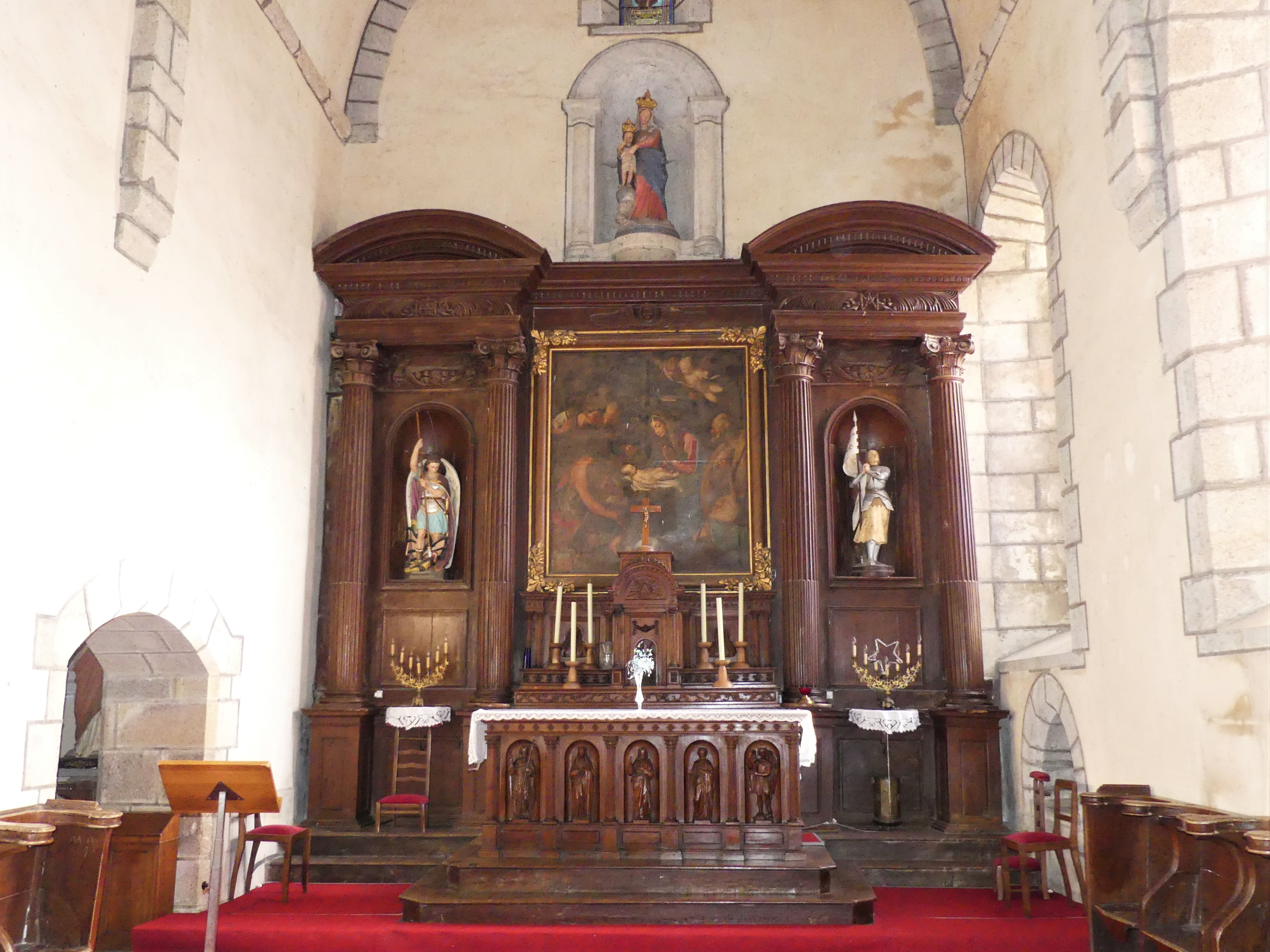
Le chœur et son retable.
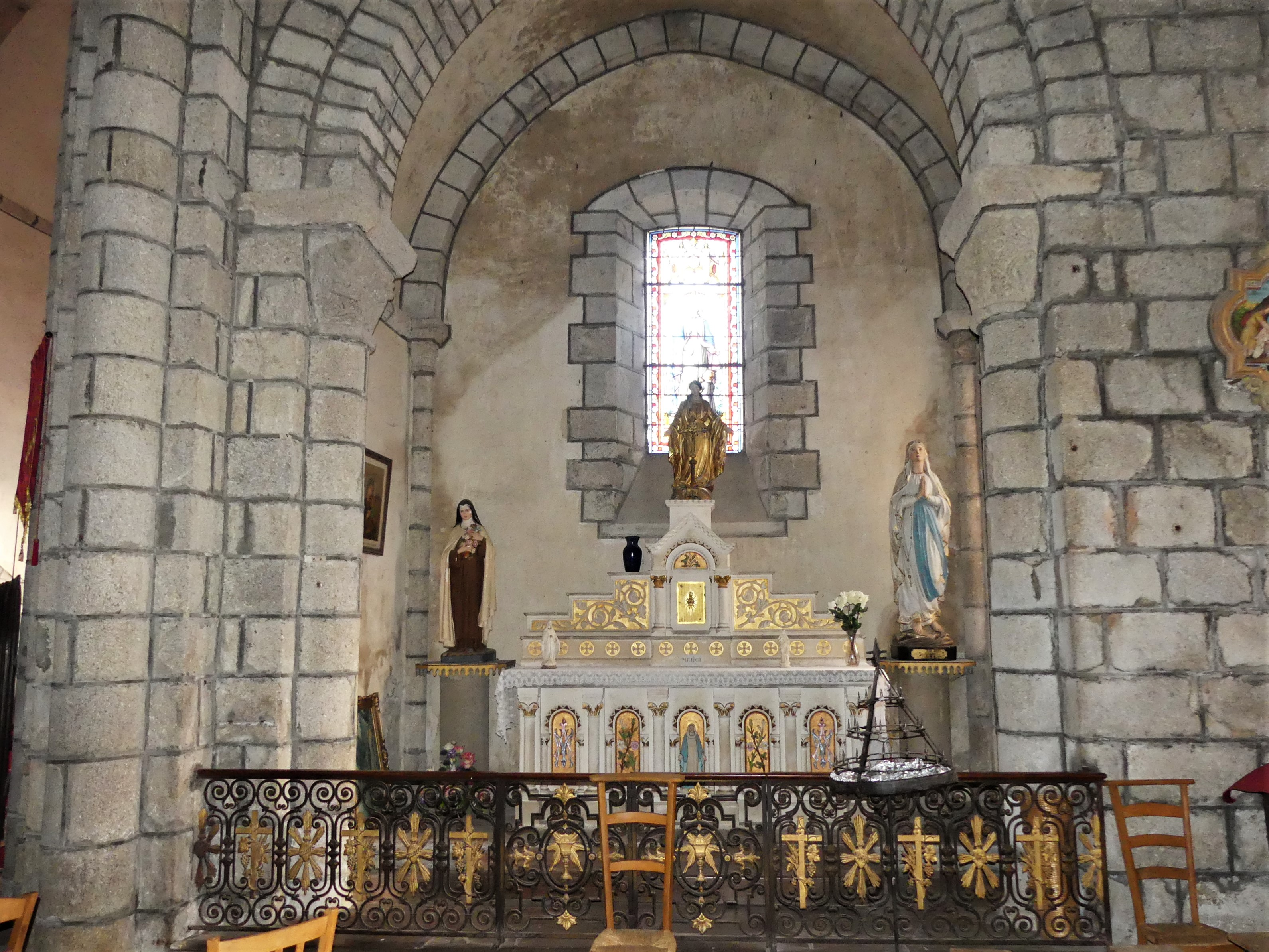
La chapelle du transept sud.